# マイケル・レーマン
マイケル・レーマン（Michael Lehmann、1957年 - ）は、アメリカの映画監督。サンフランシスコ生まれ。

## 人物
初期は『ヘザース』『アップルゲイツ』などシニカルなコメディが多かったが、後年はやや毒気の薄まった（しかし、やはりどこかオフビートな）ロマンティック・コメディを手がけることが多くなった。『エド・ウッド』では製作総指揮を務めた。
初期は、脚本家のダニエル・ウォーターズとよく組んだ。

## 略歴
コロンビア大学を卒業後、フランシス・フォード・コッポラのもとで働く。

## 作品
- ヘザース ベロニカの熱い日
- ハードロック・ハイジャック
- アップルゲイツ
- ハドソン・ホーク
- 好きと言えなくて
- 恋する40DAYS